# Ma vie en rose
Ma vie en rose é um filme europeu (uma produção cooperativa entre a Bélgica, França e o Reino Unido) dirigido pelo belga Alain Berliner e lançado em 1997. Intencionalmente ou não, o título também remete à canção La vie en rose, muito associada à cantora francesa Edith Piaf (1915-1963) (contemporânea comparsa e "subversa" da cantora alemã Marlene Dietrich). O uso de cores faz parte integral nesta produção. As cores foram utilizadas de forma a auxiliar efetivamente a comunicação do autor com a sua audiência.

## História
Trata-se da história de uma criança, chamada Ludovic: apesar de ter nascido como rapaz, ela imagina que deveria ter nascido menina. O filme mostra os preconceitos que a personagem principal e os seus familiares enfrentam em relação a sua identidade de gênero.

## Prêmios recebidos
O filme recebeu um Crystal Globe no Festival Internacional de Cinema Karlovy Vary em 1997 e um Golden Globe Award, melhor filme em língua estrangeira, em 1998.
| Ano  | Resultado                                                         | Prêmio                                                   |
| ---- | ----------------------------------------------------------------- | -------------------------------------------------------- |
| 1997 | Cabourg Romantic Film Festival                                    | Melhot Filme                                             |
| 1997 | European Film Award                                               | Melhor roteirista                                        |
| 1997 | Ft. Lauderdale International Film Festival - Prêmio do Juri       | Melhor Filme (empatado com The Sweet Hereafter, de 1997) |
| 1997 | Ft. Lauderdale International Film Festival - Prêmio do Presidente | Melhor Filme em Língua Estrangeira                       |
| 1997 | Box Office Award                                                  | Melhor Filme (empatado com La Promesse, de 1996)         |
| 1997 | Crystal Globe                                                     | Melhor Filme                                             |
| 1997 | Best Filme Award                                                  | Melhor Longametragem de Ficção                           |
| 1997 | FIPRESCI Prize                                                    | Melhor Filme                                             |
| 1997 | Seattle Lesbian & Girl Filme Festival - Audience Award            | "Best Feature"                                           |
| 1998 | GLAAD Media Award                                                 | Outstanding Film (Limited Release)                       |
| 1998 | Golden Globe                                                      | Melhor Filme em Língua Estrangeira                       |